# Avesnella
Avesnella es un género de foraminífero bentónico de la subfamilia Septabrunsiininae, de la familia Tournayellidae, de la superfamilia Tournayelloidea, del suborden Fusulinina y del orden Fusulinida. Su especie tipo es Avesnella streeli. Su rango cronoestratigráfico abarca el Fameniense (Devónico superior).

## Discusión
Algunas clasificaciones más recientes incluyen Avesnella en la familia Septabrunsiinidae, de la superfamilia Lituotubelloidea, del suborden Tournayellina, del orden Tournayellida, de la subclase Fusulinana y de la clase Fusulinata.

## Clasificación
Avesnella incluye a las siguientes especies:
- Avesnella mourloni
- Avesnella pusilla
- Avesnella streeli